# Erithalis fruticosa
Erithalis fruticosa är en måreväxtart som beskrevs av Carl von Linné. Erithalis fruticosa ingår i släktet Erithalis och familjen måreväxter. Inga underarter finns listade i Catalogue of Life.